# Hellicha z Wittelsbachu

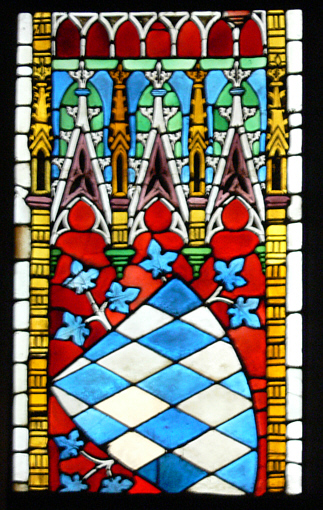
Znak Wittelsbachů na vitráži kláštera Seligenthal

Hellicha (Heilika) z Wittelsbachu (asi 1160 – po 1198) byla česká kněžna, manželka moravského údělníka, posléze markraběte a nakonec českého knížete Konráda II. Oty.
Hellicha byla dcera bavorského falckrabího Oty VII. (mladšího) z Wittelsbachu (v úřadu 1180-1189) a Benedikty z Donauwörthu. Manželkou Konráda Oty se stala před rokem 1176, bylo jí tedy kolem šestnácti let a její muž byl asi o dvacet starší.
Českou kněžnou, i když jen na dva roky, se stala v roce 1189. Bylo jí kolem třiceti let a Konrádovi přes padesát.
Roku 1191 kníže Konrád doprovázel Jindřicha VI. na jeho žádost na cestě do Sicílie. Z té se ovšem Konrád už nevrátil a zemřel 9. září toho roku. Snad kdyby Konrád s Hellichou měli potomky, byla by situace týkající se následnictví jiná. Kníže ovšem syna coby dědice neměl, a tak se na český trůn dostal Václav II.
Bezdětná Hellicha zemřela 13. srpna po roce 1198.